# 25584 Zhangnelson
25584 Zhangnelson è un asteroide della fascia principale. Scoperto nel 1999, presenta un'orbita caratterizzata da un semiasse maggiore pari a 2,6380392 UA e da un'eccentricità di 0,0573412, inclinata di 3,32877° rispetto all'eclittica.